# Punta Murphy
Punta Murphy är en udde i Argentina.   Den ligger i provinsen Santa Cruz, i den södra delen av landet, 1 500 km sydväst om huvudstaden Buenos Aires.
Terrängen inåt land är huvudsakligen platt, men söderut är den kuperad. Havet är nära Punta Murphy åt nordost. Trakten är glest befolkad. Det finns inga samhällen i närheten.